# Before the Dawn
Before the Dawn – fiński zespół grający melodic death metal. Założony został w 1999 przez Tuomasa Saukonnena.
Zespół powstał w 1999 roku jako solowy projekt Tuomasa Saukonnena. Pierwsze demo muzyk nagrał samodzielnie. Po wydaniu pierwszej EP-ki Gehenna, Tuomas dostaje dużo ofert współpracy, ale żadna nie jest na tyle poważna by artysta się zaangażował.
Następna płyta My Darkness spotyka się z przychylnymi recenzjami. Wtedy to Saukonnen otrzymuje propozycję nagrania płyty pod skrzydłami Locomotive Music. Do artysty dołączają Panu Willman, Mike Ojala, i Kimmo Nurmi i tak uformowany zespół wydaje pierwszy album zatytułowany My Darkness w 2003 r. Następny album zatytułowany 4:17 am został wydany w 2004 r. Before the Dawn supportował zespół Katatonia na skandynawskiej i europejskiej trasie koncertowej w 2003 r. 2013 zespół zawiesił działalność.
W 2021, zespół został reaktywowany. Wypuszczając 30 kwietnia singiel „The Final Storm”. 7 września 2022 do zespołu dołączył nowy wokalista Paavo Laapotti, zostawiając Tuomasowi perkusje podczas koncertów. Laapotti prawdopodobnie przyciągnął uwagę zespołu podczas swojego występu w The Voice of Finland, gdzie zaśpiewał ich utwór „Deadsong”. Album zatytułowany „Stormbringers” został wydany 30 czerwca 2023. 7 lutego 2024 ogłoszono nowy EP „Archaic Flame”, z promującym go utworem o tym samym tytule. Jego premiera nastąpiła 8 marca.

## Dyskografia
| 2003                           | My Darkness - Data: 24 lutego 2003 - Wydawca: Locomotive Records                 | —  |
| 2004                           | 4:17 am - Data: 24 maja 2004 - Wydawca: Locomotive Records                       | —  |
| 2006                           | The Ghost - Data: 26 marca 2006 - Wydawca: Locomotive Records                    | —  |
| 2007                           | Deadlight - Data: 4 kwietnia 2007 - Wydawca: Stay Heavy Records                  | 29 |
| 2008                           | Soundscape of Silence - Data: 29 października 2008 - Wydawca: Stay Heavy Records | 14 |
| 2011                           | Deathstar Rising - Data: 25 lutego 2011 - Wydawca: Nuclear Blast                 | 8  |
| 2012                           | Rise of the Phoenix - Data: 27 kwietnia 2012 - Wydawca: Nuclear Blast            | 12 |
| 2023                           | Stormbringers - Data: 30 czerwca 2023 - Wydawca: Napalm Records.                 | 11 |
| 2024                           | Archaic Flame - Data: 8 marca 2024                                               | —  |
| "—" pozycja nie była notowana. |                                                                                  |    |